# Eugenio Beccegato
Eugenio Beccegato (Fossalta, 23 dicembre 1862 – Vittorio Veneto, 17 novembre 1943) è stato un vescovo cattolico italiano.

## Biografia
Formatosi nella diocesi di Treviso, dal 1897 al 1911 fu direttore spirituale del seminario locale. Nel 1911 divenne pro-vicario generale della sede trevigiana.
Fu nominato amministratore apostolico di Ceneda il 19 maggio 1917, in seguito al trasferimento di monsignor Rodolfo Caroli. Poco dopo fu ordinato vescovo titolare di Sinope, insediandosi ufficialmente a Ceneda il 29 agosto.
Essendo nel 1917 consigliere comunale di Trebaseleghe, adottò nel suo emblema vescovile lo stemma civico con delle minime variazioni.
Il suo episcopato si caratterizzò per una profonda riorganizzazione della diocesi. Il 16 aprile 1926 papa Pio XI le univa la pieve di Sacile, smembrandola dall'arcidiocesi di Udine. Lo stesso vescovo istituì ventitré nuove parrocchie, senza contare le riconsacrazioni dei templi distrutti durante la Grande Guerra. Il 13 maggio 1939, infine, la sede cambiava denominazione divenendo l'odierna diocesi di Vittorio Veneto (la città aveva cambiato nome già nel 1866).
Muore all'età di 80 anni il 17 novembre 1943 a Vittorio Veneto.

## Genealogia episcopale
La genealogia episcopale è:
- Cardinale Scipione Rebiba
- Cardinale Giulio Antonio Santori
- Cardinale Girolamo Bernerio, O.P.
- Arcivescovo Galeazzo Sanvitale
- Cardinale Ludovico Ludovisi
- Cardinale Luigi Caetani
- Cardinale Ulderico Carpegna
- Cardinale Paluzzo Paluzzi Altieri degli Albertoni
- Papa Benedetto XIII
- Papa Benedetto XIV
- Papa Clemente XIII
- Cardinale Bernardino Giraud
- Cardinale Alessandro Mattei
- Cardinale Pietro Francesco Galleffi
- Cardinale Giacomo Filippo Fransoni
- Cardinale Carlo Sacconi
- Cardinale Edward Henry Howard
- Cardinale Mariano Rampolla del Tindaro
- Cardinale Rafael Merry del Val y Zulueta
- Arcivescovo Andrea Giacinto Longhin, O.F.M.Cap.
- Vescovo Eugenio Beccegato